# شارلوت الکساندرا
شارلوت الکساندرا مری سیلی (انگلیسی: Charlotte Alexandra Mary Seeley؛ زادهٔ ۱۹ نوامبر ۱۹۵۴)، که معمولاً با نام شارلوت الکساندرا (انگلیسی: Charlotte Alexandra) شناخته می‌شود، بازیگر اهل انگلستان است. او بیشتر به‌خاطر حضورش در چند فیلم بلند جنجالی و دارای محتوای جنسی صریح در میانه تا اواخر دههٔ ۱۹۷۰ میلادی شناخته می‌شود.
او همچنین با نام اصلی خود، شارلوت سیلی (انگلیسی: Charlotte Seeley)، نیز بازی کرده است.
از فیلم‌هایی که در آنها نقش داشته می‌توان به حکایت‌های غیراخلاقی، یک دختر واقعاً جوان، خداحافظ امانوئل و خدمات شخصی اشاره کرد.